# راهول شارما (موسيقي)
راهول شارما (بالإنجليزية: Rahul Sharma)‏ هو موسيقي هندي، ولد في 25 سبتمبر 1972 في مومباي في الهند.

## وصلات خارجية
- راهول شارما على موقع IMDb (الإنجليزية)
- راهول شارما على موقع ميوزك برينز (الإنجليزية)
- راهول شارما على موقع أول ميوزيك (الإنجليزية)
- راهول شارما على موقع ديسكوغز (الإنجليزية)